# Sundance Film Festival/Beste Regie – Ausländischer Spielfilm
Gewinner des Regiepreises (World Cinema Directing Award: Dramatic) mit dem beim jährlich veranstalteten Sundance Film Festival die beste Regie an einem im Wettbewerb befindlichen ausländischen Spielfilm prämiert wird.
Die Auszeichnung wird seit der 25. Auflage des Filmfestivals im Jahr 2008 verliehen. Über die Vergabe entscheidet eine jährlich wechselnde, drei Mitglieder zählende Jury, die i. d. R. aus überwiegend nicht-amerikanischen Filmschaffenden besteht. Bisher konnte kein Regisseur die Auszeichnung mehr als einmal gewinnen.
| Jahr | Preisträger          | Film                   | Deutscher Titel                     |
| 2008 | Anna Melikjan        | Русалка (Rusalka)      | Alisa, das Meermädchen              |
| 2009 | Oliver Hirschbiegel  | Five Minutes of Heaven | Five Minutes of Heaven              |
| 2010 | Juan Carlos Valdivia | Zona sur               | Zona Sur                            |
| 2011 | Paddy Considine      | Tyrannosaur            | Tyrannosaur – Eine Liebesgeschichte |
| 2012 | Mads Matthiesen      | Teddy Bear             | nicht bekannt                       |
| 2013 | Sebastián Silva      | Crystal Fairy          | nicht bekannt                       |
| 2014 | Sophie Hyde          | 52 Tuesdays            | nicht bekannt                       |
| 2015 | Alanté Kavaïté       | Sangailes vasara       | Der Sommer von Sangailé             |
| 2016 | Felix Van Groeningen | Belgica                | Café Belgica                        |
| 2017 | Francis Lee          | God’s Own Country      | God’s Own Country                   |
| 2018 | Ísold Uggadóttir     | Andið eðlilega         | Und atmen Sie normal weiter         |
| 2019 | Lucía Garibaldi      | Los tiburones          | nicht bekannt                       |